# 470-es évek
Évszázadok: 4. század – 5. század – 6. század
Évtizedek: 420-as évek – 430-as évek – 440-es évek – 450-es évek – 460-as évek – 470-es évek – 480-as évek – 490-es évek – 500-as évek – 510-es évek – 520-as évek
Évek: 470 471 472 473 474 475 476 477 478 479

## Események
- A Nyugatrómai Birodalom bukása